# Valje
Valje – miejscowość (tätort) w Szwecji, w regionie administracyjnym (län) Skania, w gminie Bromölla.
Według danych Szwedzkiego Urzędu Statystycznego liczba ludności wyniosła: 1067 (31 grudnia 2015), 1074 (31 grudnia 2018) i 1085 (31 grudnia 2019).